# Остров (Тихвинский район)
Остров — деревня в Мелегежском сельском поселении Тихвинского района Ленинградской области.

## История
Деревня Уродов Остров упоминается на «Специальной карте западной части России» Ф. Ф. Шуберта 1844 года.

УРОДОВ ОСТРОВ — деревня Островского общества, прихода села Никольского. 

Крестьянских дворов — 24. Строений — 50, в том числе жилых — 54. 

Число жителей по семейным спискам 1879 г.: 55 м. п., 60 ж. п.; по приходским сведениям 1879 г.: 51 м. п., 56 ж. п.

В конце XIX — начале XX века деревня административно относилось к Костринской волости 3-го земского участка 1-го стана Тихвинского уезда Новгородской губернии.

УРОДОВ ОСТРОВ — деревня Островского общества, дворов — 27, жилых домов — 27, число жителей: 92 м. п., 105 ж. п.
 
Занятия жителей — земледелие. Река Клиненка. Часовня, хлебозапасный магазин. (1910 год)

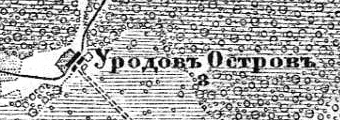
Деревня Остров на карте 1913 года

Согласно карте Петроградской и Новгородской губерний 1913 года называлась Уродов Остров и насчитывала 8 крестьянских дворов. По данным 1913 года в деревне была своя земская школа, 1 учитель и 22 ученика.
С 1917 по 1918 год деревня Уродов Остров входила в состав Костринской волости Тихвинского уезда Новгородской губернии. 
С 1918 года в составе Череповецкой губернии.
С 1924 года в составе Пригородной волости.
С 1927 года в составе Клинецкого сельсовета Тихвинского района.
В 1928 году население деревни Уродов Остров составляло 241 человек.
Согласно карте Ленинградской области Северо-западного аэрогеодезического треста ГГУ издания 1932 года деревня называлась Уродов Остров и насчитывала 27 крестьянских дворов. В деревне находилась ветряная мельница и две часовни.
По данным 1933 года деревня называлась Уродов Остров и входила в состав Клинецкого сельсовета.
В 1958 году население деревни Уродов Остров составляло 158 человек.
По данным 1966 и 1973 годов деревня называлась Остров и также входила в состав Клинецкого сельсовета.
По данным 1990 года деревня Остров входила в состав Андреевского сельсовета.
В 1997 году в деревне Остров Андреевской волости проживали 18 человек, в 2002 году — 12 (все русские).
В 2007 году в деревне Остров Мелегежского СП проживали 5 человек, в 2010 году — также 5.

## География
Деревня расположена в юго-западной части района на продолжении автодороги 41К-904 (Шибенец — Клинец) у железнодорожной линии Тихвин — Будогощь.
Расстояние до административного центра поселения — 25 км.
Ближайшая железнодорожная платформа — Разъезд № 4.
К западу от деревни протекает река Хвощня, к востоку — река Клименка.

## Демография
| 1879 | 1910 | 1928 | 1958 | 1997 | 2002 | 2007 |
| ---- | ---- | ---- | ---- | ---- | ---- | ---- |
| 115  | ↗197 | ↗241 | ↘158 | ↘18  | ↘12  | ↘5   |
| 2010 | 2017 |      |      |      |      |      |
| →5   | ↗13  |      |      |      |      |      |

### Национальный состав
Согласно данным Всероссийской переписи населения 2021 года в деревне проживали 8 человек, все русские.

## Улицы
Островская.